# Henry Becque
Henry Becque (ur. 18 kwietnia 1837 w Paryżu, zm. 12 maja 1899) – francuski dramatopisarz.
Uczęszczał do Lycée Condorcet. W 1867 r. napisał libretto do opery Victorina de Joncières’a pt. Sardanapale. Niedługo potem został krytykiem teatralnym w magazynie Le Peuple, a w 1868 napisał swój pierwszy dramat pt. L’enfant prodigue.  Służył w armii podczas wojny francusko-pruskiej (1870–1871). Dwukrotnie kandydował do Akademii Francuskiej. Odznaczony Legią Honorową w klasie Oficera.
Nie chciał identyfikować się z żadnym nurtem literackim, zapamiętany został jednak jako pionier naturalizmu w teatrze. Jego najsłynniejszymi utworami są Kruki (1882) oraz Paryżanka (1885). Inne dzieła: Michel Pauper (1870), La navette (1878), Les honnêtes femmes (1880), Le départ (1897).